# Míle Espáine
No Ciclo Mitológico Irlandês Míle Espáine (em latim, Miles Hispaniae, "Soldado da Hispânia"; posteriormente pseudo-latinizado como Milesius; também Miled) foi o ancestral dos habitantes da Irlanda, os "Filhos de Mil" ou Milesianos, que representam os celtas Gaélicos.

## O Mito
Seu prenome era Golam ou Galamh. Serviu como soldado na Cítia e no Egito, antes de lembrar-se de uma profecia de que seus descendentes iriam governar a Irlanda. Partiu então para o oeste, chegando à longínqua Ibéria (A Hispânia Romana), onde combateu várias batalhas antes de morrer, nunca chegando a ver a Irlanda com seus próprios olhos.
Scota foi sua esposa, e Ith um de seus sobrinhos. Ith avistou a Irlanda do topo da torre e navegou para a Irlanda onde foi morto pelos Tuatha Dé Danann. Quando o corpo de Ith foi trazido de volta para a Ibéria, os oito filhos de Míle e os nove irmãos de Ith, furiosos, invadiram a Irlanda e derrotaram os Tuatha Dé Danann, embora tempestades criadas pela magia do mítico povo governante da Irlanda tenham antes disso tomado a vida da maioria dos filhos de Míle .
Míle Espáine foi figura proeminentemente nas genealogias de John O'Hart, sendo o ancestral comum de todo o povo irlandês.
Segundo Seumas MacManus, em seu livro A História da Raça Irlandesa, Milesius foi o líder de um povo que descendia de Niul, neto de Gaodhal Glas. Moisés presenteou Gaodhal com a profecia de que um dia seus descendentes iriam viver em uma alegre ilha do oeste livre de serpentes. Niul viveu no Egito, advindo anteriormente da Cítia, e foi de lá expulso por um faraó injusto. Após longas viagens através das sucessivas eras, os descendentes de Niul finalmente chegaram à Península Ibérica .